# رفیع‌آباد (نرماشیر)
رفیع‌آباد، روستایی در دهستان روداب شرقی بخش روداب شهرستان نرماشیر در استان کرمان ایران است.

## جمعیت
بر پایه سرشماری عمومی نفوس و مسکن در سال ۱۳۹۵، جمعیت این روستا برابر با ۳۹۸ نفر (۱۲۳ خانوار) بوده‌است.